# Slaget om Tarawa
Slaget om Tarawa var et slag i Stillehavskrigen under 2. verdenskrig, udkæmpet fra den 20. til den 23. november 1943. Det var den anden gang det amerikanske forsvar var i offensiven (den første gangen var slaget om Guadalcanal), og den første offensiv i det centrale Stillehav. Det var også første gang amerikanerne oplevede seriøs japansk modstand under en landgangsoperation. De 4.500 japanske forsvarere var godt forberedt med forsyninger og var klar til at kæmpe til sidste mand. Amerikanerne endte med at overtage øen Tarawa efter en lang, hård og blodig kamp.

## Eksterne links
- Wikimedia Commons har flere filer relateret til Slaget om Tarawa
- (engelsk) "Tarawa" cat survivor adopted by US Coast Guard
- http://content.library.ccsu.edu/u?/VHP,5466 Arkiveret 12. december 2012 hos  hos Archive.is from the Veterans History Project at Central Connecticut State University
- (engelsk) National Archives historical footage of the battle for Tarawa

1°25′37″N 172°58′32″Ø / 1.42694°N 172.97556°Ø